# Encarregat de negocis amb cartes de gabinet
|  | «Chargé d'affaires» redirigeix aquí. Vegeu-ne altres significats a «encarregat de negocis ad interim». |

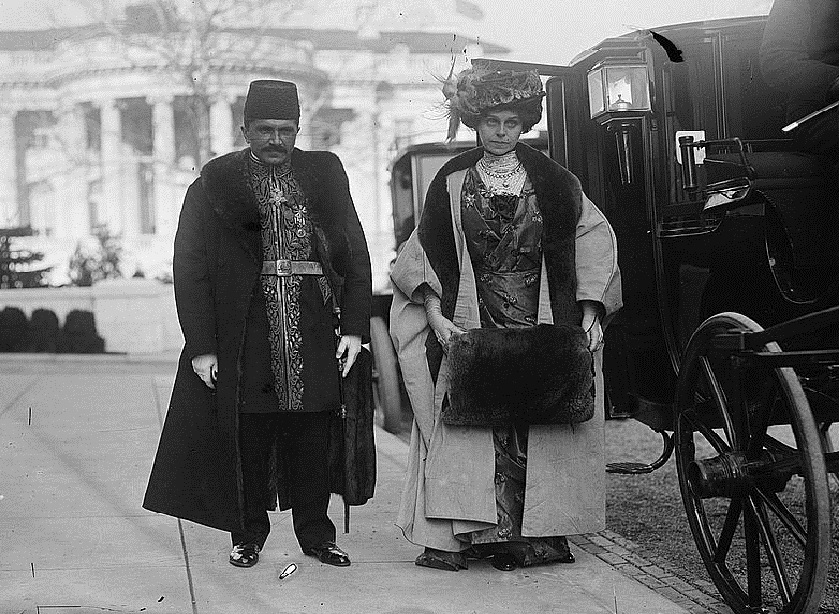
Lencarregat d'afers de Pèrsia i la seva dona van visitar el president dels Estats Units Woodrow Wilson a la Casa Blanca el maig de 1913.

Chargé d'affaires o encarregat de negocis amb cartes de gabinet és una categoria diplomàtica de cap de missió acreditat en absència de l'ambaixador. Protocol·làriament ocupen un lloc a continuació dels ambaixadors, enviats i ministres.
Gaudeix dels mateixos privilegis i immunitats que un ambaixador segons el dret internacional, i normalment aquests també s'estenen als seus ajudants Tanmateix, els encarregats de negocis són menys que els ambaixadors i tenen una preferència més baixa en els esdeveniments diplomàtics formals. En la majoria dels casos, un diplomàtic actua com a encarregat de negocis de manera temporal en absència de l'ambaixador. En situacions inusuals, en els casos en què les disputes entre els dos països facin impossible o no desitjable l'enviament d'agents d'un rang diplomàtic superior, es pot nomenar un encarregat de negocis per un període indefinit.

## Tipus
Els que són ad interim són aquells que encapçalen temporalment una missió diplomàtica en absència del cap acreditat d'aquesta missió. És habitual nomenar un ministre conseller, un conseller o un secretari de l'ambaixada com a encarregat d'afers ad interim, i aquesta persona es presenta al ministre d'Afers Exteriors de l'estat receptor. Per definició, els encarregats de negocis ad interim no tenen credencials diplomàtiques.
Els càrrecs de negocis en peu són nomenats caps de missió permanents, en els casos en què els dos països no tenen relacions a nivell d'ambaixador. Són designats per cartes acreditatives del ministre d'Afers Exteriors de l'estat que envia al ministre d'Afers Exteriors de l'estat receptor. Els encarregats de negocis en peu tenen prioritat sobre els encarregats de negocis ad interim, però són superats pels ambaixadors. De vegades s'anomenen encarregats de negocis ad hoc o en titre.

## Història
En l'ús modern, els encarregats de negocis es diferencien essencialment dels ambaixadors perquè, com tots els diplomàtics, els encarregats representen la seva nació, però a diferència d'un ambaixador, no són representants personals del seu cap d'estat. A part del rang i la precedència, els càrrecs gaudeixen dels mateixos privilegis i immunitats que altres agents diplomàtics.
No obstant això, hi ha hagut rares circumstàncies històriques en les quals el títol d'encarregat de negocis va ser emprat en un paper colonial més significatiu, com el tenia habitualment un resident. Així, a Annam - Tonkin (la major part de l'actual Vietnam), el primer carregat d'afers francès a Huế, la capital del governant local, des de 1875, un d'ells (tres mandats) va ser nomenat primer resident general l'11 de juny de 1884, ja que van deixar de ser tributaris de l'Imperi xinès, menys d'un any després dels protectorats francesos del 25 d'agost de 1883 sobre Annam i Tonkin (regions central i nord). 
En francès, l' encarregat de negocis es pot utilitzar fora de la diplomàcia per designar una persona amb alguna responsabilitat més o menys temporal d'una àrea específica de negoci, entesa àmpliament.